# Unione Sportiva Cremonese 2021-2022
Questa voce raccoglie le informazioni riguardanti l'Unione Sportiva Cremonese nelle competizioni ufficiali della stagione 2021-2022.

## Stagione
Nella stagione 2021-2022 la Cremonese disputa il campionato di Serie B allenata da Fabio Pecchia, raccoglie 69 punti con il secondo posto finale ritornando in Serie A dopo oltre un quarto di secolo, l'ultima stagione giocata nella massima serie è stata la 1995-1996. Quarta al termine del girone di andata con 35 punti, la squadra grigiorossa al termine del campionato si piazza in seconda posizione a 2 punti dalla capolista Lecce. La terza promossa è stata il Monza che ha vinto i Play-off. Nella Coppa Italia subito fuori nei trentaduesimi, la Cremonese pareggia (0-0) a Torino dopo i tempi supplementari, ma cede (4-1) ai calci di rigore.

## Divise e sponsor
Lo sponsor tecnico per la stagione 2021-2022 è Acerbis, mentre gli sponsor ufficiali sono Iltainox (in trasferta Arinox), Acciaieria Arvedi (co.sponsor), Fattorie Cremona (nel retro sotto la numerazione) e Arvedi Tubi Acciaio (sulla manica).

## Organigramma societario
Area direttiva
- Presidente Onorario: Giovanni Arvedi
- Presidente: Paolo Rossi
- Vice Presidente: Maurizio Ferraroni
- Consiglio di Amministrazione: Giovanni Benedini, Giuseppe Carletti, Costantino Vaia, Uberto Ventura, Roberto Zanchi
- Consulente strategico: Ariedo Braida
- Direttore generale: Paolo Armenia
- Segretario generale: Andrea Barbiani
- Responsabile amministrativo: Alberto Losi
- Presidente collegio sindacale: Andrea Pedroni
- Segretaria amministrativa: Clara Negri

Area comunicazione e marketing
- Responsabile Comunicazione: Paolo Loda
- Responsabile Marketing: Stefano Allevi
- Ufficio Marketing e Comunicazione: Daniela Fioni
- Responsabile Biglietteria: Andrea Barbiani
- Delegato alla sicurezza: Fausto Tabaglio
- Vice delegato alla sicurezza: Samuele Noli
- Supporter Liaison Officer: Lorenzo Bettoli

Area sportiva
- Direttore sportivo: Simone Giacchetta
- Team Manager: Federico Dall'Asta
- Responsabile del Settore Giovanile: Giovanni Bonavita

Area tecnica
- Allenatore: Fabio Pecchia
- Vice Allenatore: Antonio Porta
- Preparatore atletico: Marco Antonio Ferrone, Stefano Taparelli
- Preparatore dei Portieri: Valerio Visconti
- Collaboratore tecnico: Ferdinando Coppola

Area sanitaria
- Recupero infortuni: Cristian Freghieri
- Responsabile Settore Sanitario: Diego Giuliani
- Fisioterapisti: Augusto Bagnoli, Carlo Bentivoglio, Lorenzo Franchi, Davide Mazzoleni

## Rosa
| N. |                           | Ruolo | Calciatore            |
| -- | ------------------------- | ----- | --------------------- |
| 2  | Italia (bandiera)         | D     | Alessandro Fiordaliso |
| 3  | Italia (bandiera)         | D     | Emanuele Valeri       |
| 4  | Italia (bandiera)         | P     | Enrico Alfonso        |
| 5  | Italia (bandiera)         | C     | Riccardo Collodel     |
| 5  | Argentina (bandiera)      | D     | Tiago Casasola        |
| 6  | Italia (bandiera)         | D     | Luca Ravanelli        |
| 7  | Uruguay (bandiera)        | A     | Jaime Báez            |
| 8  | Italia (bandiera)         | C     | Filippo Nardi         |
| 8  | Costa d'Avorio (bandiera) | A     | Cedric Gondo          |
| 9  | Italia (bandiera)         | A     | Daniel Ciofani        |
| 10 | Italia (bandiera)         | A     | Cristian Buonaiuto    |
| 11 | Italia (bandiera)         | A     | Luca Strizzolo        |
| 12 | Italia (bandiera)         | P     | Marco Carnesecchi     |
| 13 | Italia (bandiera)         | D     | Andrea Meroni         |
| 14 | Italia (bandiera)         | C     | Luca Valzania         |
| 15 | Italia (bandiera)         | D     | Matteo Bianchetti     |
| 16 | Italia (bandiera)         | C     | Paolo Bartolomei      |
| 17 | Italia (bandiera)         | D     | Leonardo Sernicola    |

| N. |                    | Ruolo | Calciatore           |
| -- | ------------------ | ----- | -------------------- |
| 18 | Italia (bandiera)  | A     | Luca Vido            |
| 19 | Italia (bandiera)  | C     | Michele Castagnetti  |
| 20 | Romania (bandiera) | A     | Dennis Politic       |
| 21 | Italia (bandiera)  | C     | Nicolò Fagioli       |
| 22 | Polonia (bandiera) | P     | Dorian Ciężkowski    |
| 23 | Italia (bandiera)  | D     | Alessandro Crescenzi |
| 27 | Italia (bandiera)  | D     | Daniel Frey          |
| 29 | Italia (bandiera)  | A     | Samuel Di Carmine    |
| 32 | Italia (bandiera)  | D     | Christian Dalle Mura |
| 45 | Senegal (bandiera) | P     | Mouhamadou Sarr      |
| 48 | Italia (bandiera)  | P     | Davide Peschieri     |
| 55 | Italia (bandiera)  | D     | Caleb Okoli          |
| 70 | Italia (bandiera)  | C     | Gianluca Gaetano     |
| 94 | Italia (bandiera)  | C     | Francesco Deli       |
| 98 | Italia (bandiera)  | A     | Luca Zanimacchia     |
| 99 | Italia (bandiera)  | A     | Marco Zunno          |
| 99 | Tunisia (bandiera) | A     | Hamza Rafia          |

## Calciomercato

### Sessione estiva(dall'01/07 al 31/08)
| Acquisti | Acquisti           | Acquisti     | Acquisti            |
| R.       | Nome               | da           | Modalità            |
| -------- | ------------------ | ------------ | ------------------- |
| P        | Marco Carnesecchi  | Atalanta     | rinnovo prestito    |
| D        | Caleb Okoli        | Atalanta     | prestito            |
| D        | Luca Ravanelli     | Sassuolo     | definitivo          |
| D        | Leonardo Sernicola | Sassuolo     | prestito            |
| C        | Nicolò Fagioli     | Juventus     | prestito            |
| C        | Stefano Cella      | Gozzano      | fine prestito       |
| C        | Riccardo Collodel  | Novara       | definitivo          |
| C        | Stefano Girelli    | Pergolettese | fine prestito       |
| C        | Filippo Nardi      | Novara       | riscatto cartellino |
| C        | Luca Valzania      | Atalanta     | rinnovo prestito    |
| C        | Gianluca Gaetano   | Napoli       | prestito            |
| A        | Luca Vido          | Atalanta     | prestito            |
| A        | Luca Zanimacchia   | Juventus U23 | prestito            |

| Cessioni | Cessioni           | Cessioni      | Cessioni      |
| R.       | Nome               | da            | Modalità      |
| -------- | ------------------ | ------------- | ------------- |
| P        | Marco Carnesecchi  | Atalanta      | fine prestito |
| P        | Andrea Zaccagno    |               | svincolato    |
| D        | Lorenzo Bernasconi | Atalanta      | prestito      |
| D        | Leonardo Bia       | Lecco         | definitivo    |
| D        | Nadir Zortea       | Atalanta      | fine prestito |
| C        | Stefano Cella      | Virtus Verona | prestito      |
| C        | Luca Coccolo       | Juventus U23  | fine prestito |
| C        | Gianluca Gaetano   | Napoli        | fine prestito |
| C        | Samuel Gustafson   | Häcken        | definitivo    |
| C        | Marco Pinato       | Sassuolo      | fine prestito |
| C        | Luca Schirone      | Verona        | definitivo    |
| C        | Luca Valzania      | Atalanta      | fine prestito |
| A        | Žan Celar          | Roma          | fine prestito |
| A        | Lorenzo Colombo    | Milan         | fine prestito |

### Sessione invernale(dal 3/01 al 31/01)
| Acquisti | Acquisti       | Acquisti    | Acquisti   |
| R.       | Nome           | da          | Modalità   |
| -------- | -------------- | ----------- | ---------- |
| D        | Tiago Casasola | Frosinone   | prestito   |
| C        | Hamza Rafia    | Juventus    | prestito   |
| A        | Cedric Gondo   | Salernitana | definitivo |
| A        | Dennis Politic | Bolton      | definitivo |

| Cessioni | Cessioni             | Cessioni    | Cessioni      |
| R.       | Nome                 | a           | Modalità      |
| -------- | -------------------- | ----------- | ------------- |
| P        | Enrico Alfonso       | SPAL        | definitivo    |
| D        | Riccardo Collodel    | Lucchese    | prestito      |
| D        | Christian Dalle Mura | Fiorentina  | fine prestito |
| C        | Francesco Deli       | Pordenone   | prestito      |
| C        | Filippo Nardi        | Como        | prestito      |
| A        | Luca Vido            | SPAL        | prestito      |
| A        | Marco Zunno          | Fiorenzuola | prestito      |

## Risultati

### Serie B

#### Girone di andata
| Arbitro: | Baroni (Firenze) |

|                                       |           |  |
| Valzania 51’ Buonaiuto 60’ Valeri 65’ | Marcatori |  |

| Arbitro: | Piccinini (Forlì) |

|             |           |  |
| Gytkjær 65’ | Marcatori |  |

| Arbitro: | Paterna (Teramo) |

|                        |           |  |
| Buonaiuto 21’ Vido 73’ | Marcatori |  |

| Arbitro: | Volpi (Arezzo) |

|             |           |                     |
| Mihăilă 69’ | Marcatori | 3’ Fagioli 35’ Vido |

| Arbitro: | Marchetti (Ostia Lido) |

|  |           |                                  |
|  | Marcatori | 14’ Lisi 29’ Zanandrea 79’ Kouan |

| Arbitro: | Santoro (Messina) |

|  |           |                       |
|  | Marcatori | 43’ (rig.) D. Ciofani |

| Arbitro: | Cosso (Reggio Calabria) |

|                                |           |  |
| Zanimacchia 44’ Di Carmine 73’ | Marcatori |  |

| Arbitro: | Marcenaro (Genova) |

|             |           |           |
| Fagioli 46’ | Marcatori | 21’ Tello |

| Arbitro: | Aureliano (Bologna) |

|            |           |  |
| Špalek 84’ | Marcatori |  |

| Arbitro: | Orsato (Schio) |

|                |           |              |
| D. Ciofani 90’ | Marcatori | 34’ Beruatto |

| Arbitro: | Maggioni (Lecco) |

|                               |           |                               |
| Camporese 20’ Zammarini 90+2’ | Marcatori | 24’ Zanimacchia 26’ Strizzolo |

| Arbitro: | Colombo (Como) |

|               |           |                |
| Buonaiuto 33’ | Marcatori | 44’ Melchiorri |

| Arbitro: | Marinelli (Tivoli) |

|              |           |                           |
| Montalto 29’ | Marcatori | 55’ Buonaiuto 61’ Gaetano |

| Arbitro: | Volpi (Arezzo) |

|                |           |  |
| Mustacchio 49’ | Marcatori |  |

| Arbitro: | Camplone (Pescara) |

|                |           |                 |
| D. Ciofani 55’ | Marcatori | 58’ Charpentier |

| Arbitro: | Maggioni (Lecco) |

|  |           |                          |
|  | Marcatori | 34’ Strizzolo 52’ Valeri |

| Arbitro: | Marcenaro (Genova) |

|                                           |           |                     |
| Fagioli 39’ Strizzolo 51’ Zanimacchia 73’ | Marcatori | 4’ Marić 83’ Benali |

| Arbitro: | Zufferli (Udine) |

|           |           |                                                    |
| Eramo 44’ | Marcatori | 31’ Valeri 39’ Buonaiuto 70’ Di Carmine 90+1’ Vido |

| Arbitro: | Gariglio (Pinerolo) |

|                       |           |  |
| Buonaiuto 4’ Báez 73’ | Marcatori |  |

#### Girone di ritorno
| Arbitro: | Chiffi (Padova) |

|                              |           |                |
| Gallo 14’ Okoli 90+1’ (aut.) | Marcatori | 15’ D. Ciofani |

| Arbitro: | Massa (Imperia) |

|                                 |           |                              |
| Gaetano 33’ D. Ciofani 46’, 64’ | Marcatori | 54’ D'Alessandro 84’ Ciurria |

| Arbitro: | Minelli (Varese) |

|  |           |                            |
|  | Marcatori | 22’ Casasola 54’ Buonaiuto |

| Arbitro: | Cosso (Reggio Calabria) |

|                                    |           |          |
| Báez 20’ Gondo 56’ Zanimacchia 59’ | Marcatori | 62’ Simy |

| Perugia 19 febbraio 2022, ore 16:15 CET 24ª giornata | Perugia         | 0 – 0 referto | Cremonese | Stadio Renato Curi (4 521 spett.)\| Arbitro: \| Pezzuto (Lecce) \| |
| Arbitro:                                             | Pezzuto (Lecce) |               |           |                                                                    |

| Cremona 19 febbraio 2022, ore 18:30 CET 25ª giornata | Cremonese      | 0 – 0 referto | L.R. Vicenza | Stadio Giovanni Zini (3 207 spett.)\| Arbitro: \| Colombo (Como) \| |
| Arbitro:                                             | Colombo (Como) |               |              |                                                                     |

| Arbitro: | Giua (Olbia) |

|               |           |                      |
| Mazzocchi 62’ | Marcatori | 59’ Báez 80’ Gaetano |

| Arbitro: | Minelli (Varese) |

|             |           |          |
| Improta 33’ | Marcatori | 36’ Báez |

| Arbitro: | Ayroldi (Molfetta) |

|                            |           |             |
| Gaetano 31’ Di Carmine 87’ | Marcatori | 23’ Cistana |

| Arbitro: | Prontera (Bologna) |

|                                       |           |  |
| Torregrossa 9’ (rig.), 50’ Pușcaș 89’ | Marcatori |  |

| Arbitro: | Meraviglia (Pistoia) |

|                      |           |               |
| Zanimacchia 68’, 80’ | Marcatori | 61’ Cambiaghi |

| Arbitro: | Pairetto (Nichelino) |

|  |           |                                      |
|  | Marcatori | 4’ (rig.) D. Ciofani 65’ Zanimacchia |

| Arbitro: | Abbattista (Molfetta) |

|                |           |                      |
| D. Ciofani 50’ | Marcatori | 80’ (rig.) Gălăbinov |

| Arbitro: | Pezzuto (Lecce) |

|                           |           |             |
| Strizzolo 28’ Gaetano 47’ | Marcatori | 49’ Palombi |

| Arbitro: | Abisso (Palermo) |

|                               |           |               |
| Canotto 22’ (rig.) Zerbin 37’ | Marcatori | 17’ Buonaiuto |

| Arbitro: | Meraviglia (Pistoia) |

|                                        |           |             |
| Gaetano 17’, 34’ Väisänen 45+1’ (aut.) | Marcatori | 2’ Larrivey |

| Arbitro: | Fabbri (Ravenna) |

|                                        |           |                 |
| Kargbo 12’ Báez 38’ (aut.) Calapai 40’ | Marcatori | 61’ Zanimacchia |

| Arbitro: | Manganiello (Pinerolo) |

|  |           |                 |
|  | Marcatori | 51’ Baschirotto |

| Arbitro: | Aureliano (Bologna) |

|                      |           |                            |
| Bellemo 90+6’ (rig.) | Marcatori | 28’, 49’ (rig.) Di Carmine |

### Coppa Italia
| Arbitro: | Ayroldi (Molfetta) |

|                             |                      |                             |
| Mandragora Verdi Rauti Aina | Tiri di rigore 4 – 1 | D. Ciofani Vido Castagnetti |

## Statistiche

### Statistiche di squadra
Statistiche aggiornate al 6 maggio 2022.
| Competizione | Punti | In casa | In casa | In casa | In casa | In casa | In casa | In trasferta | In trasferta | In trasferta | In trasferta | In trasferta | In trasferta | Totale | Totale | Totale | Totale | Totale | Totale | DR  |
| Competizione | Punti | G       | V       | N       | P       | Gf      | Gs      | G            | V            | N            | P            | Gf           | Gs           | G      | V      | N      | P      | Gf     | Gs     | DR  |
| ------------ | ----- | ------- | ------- | ------- | ------- | ------- | ------- | ------------ | ------------ | ------------ | ------------ | ------------ | ------------ | ------ | ------ | ------ | ------ | ------ | ------ | --- |
| Serie B      | 69    | 19      | 11      | 6       | 2       | 32      | 19      | 19           | 9            | 3            | 7            | 23           | 20           | 38     | 20     | 9      | 9      | 57     | 39     | +18 |
| Coppa Italia | -     | 0       | 0       | 0       | 0       | 0       | 0       | 1            | 0            | 0            | 1            | 0            | 0            | 1      | 0      | 0      | 1      | 0      | 0      | 0   |
| Totale       | -     | 19      | 11      | 6       | 2       | 32      | 19      | 20           | 9            | 3            | 8            | 23           | 20           | 39     | 20     | 9      | 10     | 57     | 39     | +18 |

### Andamento in campionato
| Giornata  | 1 | 2 | 3 | 4 | 5 | 6 | 7 | 8 | 9 | 10 | 11 | 12 | 13 | 14 | 15 | 16 | 17 | 18 | 19 | 20 | 21 | 22 | 23 | 24 | 25 | 26 | 27 | 28 | 29 | 30 | 31 | 32 | 33 | 34 | 35 | 36 | 37 | 38 |
| --------- | - | - | - | - | - | - | - | - | - | -- | -- | -- | -- | -- | -- | -- | -- | -- | -- | -- | -- | -- | -- | -- | -- | -- | -- | -- | -- | -- | -- | -- | -- | -- | -- | -- | -- | -- |
| Luogo     | C | T | C | T | C | T | C | C | T | C  | T  | C  | T  | T  | C  | T  | C  | T  | C  | T  | C  | T  | C  | T  | C  | T  | T  | C  | T  | C  | T  | C  | C  | T  | C  | T  | C  | T  |
| Risultato | V | P | V | V | P | V | V | N | P | N  | N  | N  | V  | P  | N  | V  | V  | V  | V  | P  | V  | V  | V  | N  | N  | V  | N  | V  | P  | V  | V  | N  | V  | P  | V  | P  | P  | V  |
| Posizione | 1 | 9 | 5 | 3 | 5 | 3 | 2 | 2 | 5 | 5  | 5  | 8  | 4  | 6  | 8  | 6  | 6  | 5  | 5  | 5  | 4  | 2  | 1  | 2  | 3  | 2  | 3  | 2  | 3  | 1  | 1  | 1  | 1  | 2  | 1  | 2  | 3  | 2  |

Legenda:

Luogo: C = Casa; T = Trasferta. Risultato: V = Vittoria; N = Pareggio; P = Sconfitta.

### Statistiche dei giocatori
| Giocatore      | Serie B  | Serie B | Serie B     | Serie B    | Coppa Italia | Coppa Italia | Coppa Italia | Coppa Italia | Totale   | Totale | Totale      | Totale     |
| Giocatore      | Presenze | Reti    | Ammonizioni | Espulsioni | Presenze     | Reti         | Ammonizioni  | Espulsioni   | Presenze | Reti   | Ammonizioni | Espulsioni |
| -------------- | -------- | ------- | ----------- | ---------- | ------------ | ------------ | ------------ | ------------ | -------- | ------ | ----------- | ---------- |
| E. Alfonso     | 0        | 0       | 0           | 0          | 0            | 0            | 0            | 0            | 0        | 0      | 0           | 0          |
| P. Bartolomei  | 17       | 0       | 1           | 0          | 1            | 0            | 1            | 0            | 18       | 0      | 2           | 0          |
| J. Báez        | 24       | 4       | 3           | 1          | 1            | 0            | 2            | 1            | 25       | 4      | 5           | 2          |
| M. Bianchetti  | 21       | 0       | 5           | 0          | 0            | 0            | 0            | 0            | 21       | 0      | 5           | 0          |
| C. Buonaiuto   | 20       | 7       | 0           | 0          | 0            | 0            | 0            | 0            | 20       | 7      | 0           | 0          |
| M. Carnesecchi | 25       | -23     | 0           | 0          | 1            | 0            | 1            | 0            | 26       | -23    | 1           | 0          |
| T. Casasola    | 5        | 1       | 1           | 0          | 0            | 0            | 0            | 0            | 5        | 1      | 1           | 0          |
| M. Castagnetti | 23       | 0       | 9           | 0          | 1            | 0            | 0            | 0            | 24       | 0      | 9           | 0          |
| D. Ciofani     | 24       | 6       | 1           | 0          | 1            | 0            | 0            | 0            | 25       | 6      | 1           | 0          |
| R. Collodel    | 0        | 0       | 0           | 0          | 0            | 0            | 0            | 0            | 0        | 0      | 0           | 0          |
| A. Crescenzi   | 14       | 0       | 1           | 0          | 1            | 0            | 0            | 0            | 15       | 0      | 1           | 0          |
| F. Deli        | 8        | 0       | 2           | 0          | 1            | 0            | 0            | 0            | 9        | 0      | 2           | 0          |
| S. Di Carmine  | 22       | 0       | 4           | 0          | 0            | 0            | 0            | 0            | 22       | 0      | 4           | 0          |
| N. Fagioli     | 24       | 3       | 4           | 0          | 0            | 0            | 0            | 0            | 24       | 3      | 4           | 0          |
| A. Fiordaliso  | 3        | 0       | 0           | 0          | 1            | 0            | 0            | 0            | 4        | 0      | 0           | 0          |
| G. Gaetano     | 24       | 3       | 3           | 0          | 0            | 0            | 0            | 0            | 24       | 3      | 3           | 0          |
| C. Gondo       | 7        | 1       | 0           | 0          | 0            | 0            | 0            | 0            | 7        | 1      | 0           | 0          |
| A. Meroni      | 4        | 0       | 1           | 0          | 0            | 0            | 0            | 0            | 4        | 0      | 1           | 0          |
| F. Nardi       | 4        | 0       | 0           | 0          | 1            | 0            | 0            | 0            | 5        | 0      | 0           | 0          |
| C. Okoli       | 20       | 0       | 5           | 0          | 1            | 0            | 0            | 0            | 21       | 0      | 5           | 0          |
| D. Politic     | 1        | 0       | 1           | 0          | 0            | 0            | 0            | 0            | 1        | 0      | 1           | 0          |
| H. Rafia       | 5        | 0       | 1           | 0          | 0            | 0            | 0            | 0            | 5        | 0      | 1           | 0          |
| L. Ravanelli   | 10       | 0       | 1           | 0          | 1            | 0            | 0            | 0            | 11       | 0      | 1           | 0          |
| M. Sarr        | 3        | -1      | 0           | 0          | 0            | 0            | 0            | 0            | 3        | -1     | 0           | 0          |
| L. Sernicola   | 22       | 0       | 7           | 0          | 1            | 0            | 0            | 0            | 23       | 0      | 7           | 0          |
| L. Strizzolo   | 15       | 3       | 3           | 0          | 1            | 0            | 0            | 0            | 16       | 3      | 3           | 0          |
| E. Valeri      | 24       | 3       | 6           | 0          | 1            | 0            | 0            | 0            | 25       | 3      | 6           | 0          |
| L. Valzania    | 19       | 1       | 4           | 0          | 1            | 0            | 0            | 0            | 20       | 1      | 4           | 0          |
| L. Vido        | 14       | 3       | 2           | 0          | 1            | 0            | 0            | 0            | 15       | 3      | 2           | 0          |
| L. Zanimacchia | 26       | 4       | 2           | 0          | 1            | 0            | 0            | 0            | 27       | 4      | 2           | 0          |